# دقيقة كبريتية حرارية أحادية الخلية
دقيقة كبريتية حرارية أحادية الخلية (الاسم العلمي: Thiomonas thermosulfata) هي نوع من البكتيريا، سلبية الغرام، تتبع جنس الدقائق كبريتية أحادية الخلية.